# 髙田郁
髙田 郁（たかだ かおる、1959年 - ）は、日本の小説家、時代小説作家、元漫画原作者。漫画原作者時代のペンネームは、川富士 立夏（かわふじ りっか）。
兵庫県宝塚市出身。中央大学法学部卒業。

## 経歴・人物
読書家だった父の影響から幼少期より父の本棚から手当たり次第に本を手にとって読み、父が山本周五郎の大ファンだったことで山本周五郎作品に親しんで、時代小説好きとなる。
大学卒業後は司法試験を受けるが何年か失敗が続いた。
1993年、集英社が発行する女性向け漫画雑誌『YOU』で、川富士 立夏（かわふじ りっか）のペンネームで漫画原作者としてデビュー。
40代半ばにして読み返した山本周五郎の短編「なんの花か薫る」に衝撃を受け、「こういうものが書けるようになったらもう私は何もいらない」と時代小説の執筆を決意。数年後、網膜に孔が開いたことを契機に、「今、転身しないと後悔する」と時代小説作家へ転身する。
2006年、短編「志乃の桜」で第4回北区 内田康夫ミステリー文学賞区長賞（特別賞）を受賞する。2007年、「出世花」で第2回小説NON短編時代小説賞奨励賞を受賞し、翌2008年に同作を含む短編集『出世花』で小説家デビューを果たす。同年、49歳の時に応募した第2回日経小説大賞にて『銀二貫』が最終候補作品に選ばれ、翌2009年に幻冬舎より刊行される。
2009年に第1作を発表し2014年刊行の第10作で完結した『みをつくし料理帖』シリーズは、全10巻で300万部を超える大ヒットシリーズとなり、2012年および2014年にテレビ朝日にて北川景子主演でスペシャルドラマ化、2017年および2019年にNHKにて黒木華主演で連続ドラマ化、2020年に松本穂香主演で映画化されている。
2013年には『銀二貫』が大阪の書店員らが大阪ゆかりの小説の中から「ほんまに読んでほしい」本を選ぶ「Osaka Book One Project」（現・大阪ほんま本大賞）の第1回受賞作品に選出され、翌2014年にNHK木曜時代劇にて林遣都主演によりテレビドラマ化された。
2016年よりスタートさせた『あきない世傳 金と銀』シリーズが、2022年に全13巻で完結。同シリーズは2023年12月より小芝風花主演でテレビドラマ化（NHK BS / NHK BS プレミアム4K）。
2017年には、時代小説の初心者向けの「おすすめの1冊」を髙田が選ぶ「髙田郁賞」が三省堂書店により創設された。受賞作は髙田の手描きイラストおよびコメント入りの限定帯を付けて販売される。
2022年に『ふるさと銀河線 軌道春秋』で第10回大阪ほんま本大賞を受賞（第1回につづく2度目の受賞）。

## 作品

### 長編小説

#### 出世花シリーズ
- 出世花（2008年6月、祥伝社文庫 / 2011年5月、角川春樹事務所〈ハルキ文庫〉）
- 蓮花の契り 出世花（2015年6月、ハルキ文庫）

#### みをつくし料理帖シリーズ
- 八朔の雪 みをつくし料理帖（2009年5月、ハルキ文庫）
- 花散らしの雨 みをつくし料理帖（2009年10月、ハルキ文庫）
- 想い雲 みをつくし料理帖（2010年3月、ハルキ文庫）
- 今朝の春 みをつくし料理帖（2010年9月、ハルキ文庫）
- 小夜しぐれ みをつくし料理帖（2011年3月、ハルキ文庫）
- 心星ひとつ みをつくし料理帖（2011年8月、ハルキ文庫）
- 夏天の虹 みをつくし料理帖（2012年3月、ハルキ文庫）
- 残月 みをつくし料理帖（2013年6月、ハルキ文庫）
- 美雪晴れ みをつくし料理帖（2014年2月、ハルキ文庫）
- 天の梯 みをつくし料理帖（2014年8月、ハルキ文庫）
- 花だより みをつくし料理帖 特別巻（2018年9月、ハルキ文庫）

#### あきない世傳 金と銀シリーズ
- あきない世傳 金と銀 源流篇（2016年2月12日、ハルキ文庫、ISBN 978-4-75843981-7）
- あきない世傳 金と銀（二） 早瀬篇（2016年8月9日、ハルキ文庫、ISBN 978-4-75844027-1）
- あきない世傳 金と銀（三） 奔流篇（2017年2月14日、ハルキ文庫、ISBN 978-4-75844068-4）
- あきない世傳 金と銀（四） 貫流篇（2017年8月9日、ハルキ文庫、ISBN 978-4-75844110-0）
- あきない世傳 金と銀（五） 転流篇（2018年2月15日、ハルキ文庫、ISBN 978-4-75844147-6）
- あきない世傳 金と銀（六） 本流篇（2019年2月15日、ハルキ文庫、ISBN 978-4-75844233-6）
- あきない世傳 金と銀（七） 碧流篇（2019年8月8日、ハルキ文庫、ISBN 978-4-75844284-8）
- あきない世傳 金と銀（八） 瀑布篇（2020年2月15日、ハルキ文庫、ISBN 978-4-75844322-7）
- あきない世傳 金と銀（九） 淵泉篇（2020年9月15日、ハルキ文庫、ISBN 978-4-75844361-6）
- あきない世傳 金と銀（十） 合流篇（2021年2月15日、ハルキ文庫、ISBN 978-4-75844392-0）
- あきない世傳 金と銀（十一） 風待ち篇（2021年8月10日、ハルキ文庫、ISBN 978-4-7584-4425-5）
- あきない世傳 金と銀（十二） 出帆篇（2022年2月15日、ハルキ文庫、ISBN 978-4-7584-4461-3）
- あきない世傳 金と銀（十三） 大海篇（2022年8月18日、ハルキ文庫、ISBN 978-4-7584-4506-1）
- 契り橋 あきない世傳 金と銀 特別巻（上）（2023年8月25日、ハルキ文庫、ISBN 978-4-75844589-4）
- 幾世の鈴 あきない世傳 金と銀 特別巻（下）（2024年2月29日、ハルキ文庫、ISBN 978-4-75844621-1）

#### 単独作品
- 銀二貫（2009年6月、幻冬舎 / 2010年8月、幻冬舎時代小説文庫 / 2022年11月15日、ハルキ文庫）
- あい 永遠に在り（2013年1月、角川春樹事務所 / 2015年2月、ハルキ文庫）
- ふるさと銀河線 軌道春秋（2013年11月、双葉社〈双葉文庫〉）
- 駅の名は夜明 軌道春秋Ⅱ（2022年10月、双葉文庫）
- 星の教室（2025年2月、角川春樹事務所）

### エッセイ集
- 晴れときどき涙雨 髙田郁のできるまで（2012年7月、発行：創美社、発売：集英社 / 2014年12月、幻冬舎文庫 / 2023年2月、ハルキ文庫）

### レシピ本
- みをつくし献立帖（2012年5月、ハルキ文庫）

### 漫画原作

#### 川富士立夏名義
- Still alive まだ生きている 救急隊員が見た阪神・淡路大震災ドキュメンタリー・コミック（1998年3月、集英社YOUコミックス、画：奈良郁子）
- MEDIA -メディア- 1995年1月17日を私たちは忘れない（1999年4月、集英社YOUコミックス、画：みなみなつみ）
- 軌道春秋1（2000年7月、集英社YOUコミックス、画：深沢かすみ）
- モーニン!（2004年12月、集英社クイーンズコミックス、画：黒沢明世）[26]
- まいど!! ラブ★コン大阪だいすきBOOK（2006年7月、創美社MARGARET RAINBOW COMICS、原作：中原アヤ） - 文
- ソイヤ!! こち亀 お江戸だいすきBOOK（2009年9月、創美社ジャンプスーパーコミックス、原作：秋本治） - 文

#### 高田郁名義
- 神様の手 Therapy dog story（1999年12月、集英社YOUコミックス、画：小塚敦子）
- 美食のお時間2（2010年10月、創美社オフィスユーコミックス、著：酒川郁子）

## メディア・ミックス

### 漫画
- 八朔の雪 みをつくし料理帖1（2010年2月、創美社〈オフィスユーコミックス〉、画：岡田理知）
- 八朔の雪 みをつくし料理帖2（2010年6月、創美社〈オフィスユーコミックス〉、画：岡田理知）
- 八朔の雪 みをつくし料理帖3（2010年10月、創美社〈オフィスユーコミックス〉、画：岡田理知）
- 出世花（2010年9月、秋田書店〈秋田レディースコミックスデラックス〉、画：黒沢明世）
- 落合螢 出世花2（2011年2月、秋田書店〈秋田レディースコミックスデラックス〉、画：黒沢明世）
- 偽り時雨 出世花3（2011年8月、秋田書店〈秋田レディースコミックスデラックス〉、画：黒沢明世）
- 見送り坂暮色 出世花4（2012年1月、秋田書店〈秋田レディースコミックスデラックス〉、画：黒沢明世）
- 銀二貫（2013年1月、秋田書店〈秋田レディースコミックスデラックス〉、画：黒沢明世）
- ふるさと銀河線 軌道春秋 コミック版（2013年12月、双葉社〈B6判〉 / 2022年11月、双葉社〈A6判〉、画：深沢かすみ）

### テレビドラマ
- みをつくし料理帖
  - テレビ朝日版（2012年9月22日、主演：北川景子、テレビ朝日）[13]
    - パート2（2014年6月8日）[14]

  - NHK版（2017年5月13日 - 7月8日、全8話、主演：黒木華、NHK総合）[15]
    - スペシャル（2019年12月14日 - 21日、全2話）[16]
- 銀二貫（2014年4月10日 - 6月5日、全9話、主演：林遣都、NHK総合）[19]
- あきない世傳 金と銀（2023年12月8日 - 2024年2月2日、全8話、主演：小芝風花、NHK BS・NHK BSプレミアム4K）[23]
  - あきない世傳 金と銀2（2025年4月6日 - 5月25日、全8話）

### 映画
- みをつくし料理帖（2020年10月16日公開、監督：角川春樹、主演：松本穂香）[17]

### 舞台
- 銀二貫 -梅が枝の花かんざし-（2015年、宝塚歌劇 雪組）
- 銀二貫（2017年、松竹）